# Лабиринт сновидений
«Лабиринт сновидений» (яп. 迷宮物語 мэйкю: моногатари, Manie Manie — The Labyrinth Tales, Neo Tokyo, досл. «Истории о лабиринтах») — научно-фантастический короткометражный аниме-фильм-антология, выпущенный в 1987 году студиями Project Team Argos и Madhouse. Задуман и снят основателями Madhouse — Масао Маруямой и Ринтаро, объединяет в себе экранизации трёх рассказов Таку Маюмуры, опубликованных в 1986 году в одноимённой книге.
Каждый сегмент поставлен своим сценаристом и режиссёром: за «Labyrinth Labyrinthos» отвечал Ринтаро — рассказ о маленькой девочке, исследующей лабиринт своего разума, «Running Man» Ёсиаки Кавадзири сфокусирован на смертельной автогонке, «The Order To Stop Construction» Кацухиро Отомо — история-предостережение о зависимости человека от технологии. Для Отомо это был дебют в качестве режиссёра аниме. В дополнение к оригинальной музыке Микки Ёсино из группы Godiego, в фильме звучит западная классическая музыка: «Куплеты тореадора» из «Кармен» Жоржа Бизе и первая «Гимнопедия» Эрика Сати в «Labyrinth Labyrinthos», а также «Утро» из сюиты «Пер Гюнт» Эдварда Грига, в иронической манере использованная в «The Order».
Премьера картины состоялась 25 сентября 1987 года на Токийском фестивале фантастических фильмов. Дистрибьютор Kadokawa выпустил фильм на VHS 10 октября 1987 года. Премьера в японских кинотеатрах состоялась 15 апреля 1989 года. В России показ осуществлён по телеканалу «2x2». Установлено возрастное ограничение — зрителям, достигшим 16 лет.

## Labyrinth Labyrinthos
«Labyrinth labyrinthos» (яп. ラビリンス＊ラビリントス рабиринсу рабиринтосу, Лабиринт лабиринтов) адаптирован и снят Ринтаро, в производстве участвовали: Ацуко Фукусима — дизайн персонажей и анимация, Манабу Охаси и Рэйко Курихара — ключевая анимация, Ямако Исикава — художник-постановщик. Эта часть является «обрамлением» и связующим звеном антологии.

### Сюжет
Главная героиня — девочка Сати, играющая в прятки со своим котом Цицероном. Поиски заводят её в старые напольные часы, которые оказываются дверьми в мир лабиринтов. Этот мир наполнен сверхъестественными явлениями и персонажами, такими как картонные жители, собака-невидимка, поезд с пассажирами-скелетами и необычное представление. Сати и Цицерон приходят в передвижной цирк, где на экране показываются следующие части фильма.

## Running Man
«Бегущий человек» (яп. 走る男 хасиру отоко) адаптирован и снят Ёсиаки Кавадзири, он же был дизайнером персонажей и режиссёром анимации, также работали Такаси Ватабэ и Сатоси Кумагаи — дизайн техники, Синдзи Оцуки, Нобумаса Синкава, Тосио Кавагути и Кэнго Инагаки — ключевая анимация, Кацуси Аоки — художник-постановщик. 

### Сюжет
Зак Хью является тем самым «Бегущим человеком», непобеждённым чемпионом гоночного трека «Death Circus», на котором он выступал 10 лет. Гонщики соревнуются на сверхбыстрых машинах, наподобие болидов Формулы-1, а зрители делают ставки на жизни этих людей ради большого выигрыша. Репортёр отправлен на интервью с мистическим Заком и смотрит его гонку. Вскоре, в ходе скрытного наблюдения за гонщиком, журналист делает неожиданное открытие: Хью обладает телекинетическими способностями, с помощью которых уничтожает остальных участников. К концу гонки Хью начинает видеть дух гонщика и пытается одолеть его тем же методом, но машина взрывается в нескольких десятках метров от финиша, причём системы жизнеобеспечения болида показывают смерть пилота задолго до этого (на мониторе появляется надпись «Life Functions Terminated»). «Death Circus» закрывается, и репортёру кажется: всё произошло потому, что зрители хотели узнать, как долго Хью сможет обгонять свою смерть.

## The Order to Stop Construction
«Приказ остановить строительство» (яп. 工事中止命令 ко:дзи тю:си мэйрэй) адаптирован и снят Кацухиро Отомо, он же являлся дизайнером персонажей и аниматором, также в производстве принимали участие: Такаси Накамура — режиссёр анимации, Кодзи Моримото и Кунихико Сакураи — ключевая анимация, Мукуо Такамура — художник-постановщик. Фрагмент показывает Южную Америку как опасное и нестабильное место, сравнимое с изображением в японских медиа 1980-х годов, например, в манге Осаму Тэдзуки «Гринго» 1987 года.

### Сюжет
Революция в вымышленной южноамериканской Алоанской республике привела к смене власти. Новое правительство отказывается признавать контракт на строительство Объекта 444 — большого портового комплекса. Из-за этого японская строительная корпорация терпит большие убытки и отправляет в страну сараримана Цутому Сугиоку, чтобы остановить работы. Стройка ведётся в автоматическом режиме при помощи роботов, запрограммированных на завершение, невзирая на обстоятельства. Руководит строительством робот 444-1. Цутому становится свидетелем того, как механизмы ломаются один за другим из-за перегрузки, и отдаёт приказ остановить работы. После получения отказа Сугиока теряет терпение, и за это 444-1, запрограммированный на уничтожение любой угрозы проекту, пытается убить его. На следующее утро, когда 444-1 приходит к Цутому, тот даёт отпор, выводя робота из строя, и направляется к силовому кабелю, ведущего к основному источнику питания, чтобы наконец остановить строительство. Тем временем в Алоанской республике восстанавливается прежний режим, который возобновляет контракт.

## Роли озвучивали
| Актёр          | Роль             |
| -------------- | ---------------- |
| Хидэко Ёсида   | Сати             |
| Бандзё Гинга   | Зак Хью          |
| Масанэ Цукаяма | Боб Стоун        |
| Ю Мидзусима    | Цутому Сугиока   |
| Хироси Отакэ   | робот 444-1      |
| Иэмаса Каюми   | начальник отдела |

## Выпуск

### Аниме
Фильм сначала вышел на VHS в 1987 году, а в 1988 году Kadokawa Shoten выпустила LaserDisc. В США изданием занималась Streamline Pictures, в 1993 году объявившая о «захватывающем двойном сеансе современной японской анимации» (Neo Tokyo и Silent Möbius — два фильма по цене одного), но в первом случае это были три короткометражки, ни одна из которых не имела ничего общего с Токио в названии. Отредактированная версия «Бегущего человека» появилась в программе Liquid Television на MTV. Тогда в видеомагазине Neo Tokyo стоил около 8 долларов.
В 2004 году ADV издала американский DVD. Формат — 1,33:1 (4:3), звук — Dolby Digital 2.0. ADV присвоила этому диску рейтинг TV MA. Творческая индивидуальность 1980-х годов была обусловлена низкотехнологичными некомпьютерными методами производства. Несколько сцен в «Лабиринте» Ринтаро, возможно, вдохновлены мультфильмом Allegro Non Troppo (пародия на диснеевскую «Фантазию»). Анимация похожа на «Акиру» с точки зрения стиля и качества. Единственная проблема заключается в недостатке времени — все три фильма идут менее часа, поэтому трудно рекомендовать их к просмотру кому-либо, кроме любителей аниме. Neo Tokyo после выпуска Streamline не переиздавалось, и VHS продавались на eBay за 50 долларов и выше. Новый релиз позволил отаку сэкономить деньги и стоил примерно 20 долларов. Соотношение сторон 4:3, как и в недавнем японском DVD. Изображение бывает мутным, особенно в тёмных сценах с большим количеством зернистости, хотя сжатие минимально. Уровни цвета нормальные, но чёрный кажется блёклым и лишённым насыщенности. Детали чёткие, а недостатки пропадают в дневных сценах третьей части. Как и в любой старой анимации, качество ограничено состоянием исходного материала. Время от времени заметны слабые чернильные линии и дефекты краски. Но в целом получился хороший трансфер, который можно ожидать от фильма без серьёзной реставрации. Звуковые дорожки 2.0 представлены на японском и английском языках. Следует отметить, что английский дубляж был записан Карлом Мацеком, который нанёс вред американскому рынку аниме своими неточными переводами так же, как и помог, доставив продукцию в США. Neo Tokyo не входит в число худших проступков Мацека, но достаточно людей критикуют его вклад. Звучание ясное, хотя разделение слабое. Музыка, эффекты и голоса выравнены и сочетаются друг с другом. Сведение непретенциозное, однако нужно учитывать, что прошло почти 20 лет и всё работает. В дополнениях есть трейлеры к другим выпускам ADV, включая переиздание «Евангелиона». В итоге, диск оказался пустым, оценка — 5 из 10 баллов. В 2008 году появился очередной DVD от Kadokawa. Страница была также размещена на сайте Bandai Channel.
28 ноября 2021 года, в рамках кинофестиваля Kadokawa в EJ Anime Theater (Синдзюку), состоялось мемориальное мероприятие Meikyū Monogatari. На сцену вышел Кацухиро Отомо, режиссёр третьей части антологии. Он рассказал, что глава Madhouse Масао Маруяма спросил его насчёт желания снять короткометражный фильм. Готовилась экранизация произведения Таку Маюмуры. Отомо ответил, что сможет, если это будет работа на 15 минут. В то время он мало что знал об анимации и попросил помочь Кодзи Моримото и Такаси Накамуру. Отомо разрешили сделать раскадровки и макеты, режиссёр также рисовал фон. «Приказ остановить строительство» вышел в 1980-х годах, когда аниме процветало. На этой волне и работал Отомо.
В 2025 году Crunchyroll добавил Manie Manie: Neo Tokyo в свой каталог с субтитрами на английском, латиноамериканском испанском и бразильском португальском языках.

### Музыка
Саундтрек был издан Warner Music Japan в 1999 году и включал 11 композиций, в том числе музыку Микки Ёсино, первую «Гимнопедию» Эрика Сати и радиопостановки трёх частей с участием сэйю: Хидэко Ёсиды, Бандзё Гинга, Масанэ Цукаямы, Ю Мидзусимы, Хироси Отакэ, Иэмасы Каюми, Дзёдзи Янами, Юсаку Яры и Кадзуми Танаки. Треки 1—3 звучали в стерео, 04—11 в моно.

## Отзывы и критика
11 место в списке 100 лучших аниме-фильмов согласно журналу Paste.
Джонатан Клементс и Хелен Маккарти в энциклопедии обратили внимание, что в «Лабиринте» Сати игнорирует предупреждения матери не играть с незнакомцами и не смотреть в зеркала, в результате получается история в духе Братьев Гримм. Она и её кот заблудились на карнавале как у Рэя Брэдбери, где не хочется оставаться после наступления темноты, а выхода не найти. «Приказ остановить строительство» — классическое научно-фантастическое эссе о возможностях хаоса в самой эффективной автоматизированной системе. «Бегущий человек», менее интересный рассказ о выдающемся гонщике, который понимает, что не может остановиться; несмотря на атрибуты будущего, является аниме для домоседов, предостережением от машинной зависимости, о которой любители телевизора забудут во время просмотра, наслаждаясь блеском и рёвом двигателей. Все три части имеют тёмный и резкий стиль. В числе антологий на другие темы можно назвать «Карнавал роботов» и «Воспоминания о будущем». Однако проект с «золотым составом» режиссёров вышел более необычный. Ринтаро использовал сюрреалистические штрихи и пытался копировать авангардную анимацию других стран и эпох, например, Восточной Европы 1960-х годов. Когда Сати и Цицерон попадают в другой мир, это отсылает к «Алисе в Стране чудес». Художественный стиль Кавадзири очень напоминает французского художника Жана «Мёбиуса» Жиро. Отомо заимствует компьютер HAL 9000 из «Космической одиссеи 2001 года». Завершающая цирковая сцена похожа на средневековое видение ада Иеронима Босха и сюрреалистический болеро Бруно Боццетто из Allegro non troppo.
Джастин Севакис, основатель сайта Anime News Network, в рубрике Buried Treasure заметил, что первоначально аниме называлось Manie-Manie: Labyrinth Tales и было переименовано Streamline Pictures для показов в кинозалах и выпусков на видеокассетах, в надежде внушить несуществующую связь с хитом «Акира». Neo-Tokyo считается дополнением к «Карнавалу роботов», хотя, кроме антологии 1980-х годов, их мало что связывает. В «Лабиринте» Ринтаро свободен от ограничений, его визуальной изобретательности нет конца. Фон на удивление тёмный. Анимация плавная в стиле Диснея и напоминает некоторые экспериментальные работы 1950-х годов. Цирк кажется импрессионистским и непостижимым, как немецкий сюрреализм. Логика ускользает от любого человека старше пяти лет. «Бегущий человек», научно-фантастический фильм-нуар, созданный под очевидным влиянием «Бегущего по лезвию», является самой бюджетной работой в трилогии. Четырёхминутный фрагмент часто демонстрировался в Liquid Television, где также выходил сериал Æon Flux. «Приказ остановить строительство» — остроумный и доступный для понимания короткометражный фильм Кацухиро Отомо, свойственный периоду его социальной сатиры (как и Roujin Z). Всё выглядит так, что стройка была обречена с самого начала. Получилась формула «роботы плюс сезон дождей — это плохо». Использовать логику против нескончаемого потока роботов знакомо любому, кто работал в крупной компании, особенно в Японии.
Журнал «АнимеГид» подчеркнул, что пословица гласит: «У милого дитяти много имён». Вещь спорная, но в случае с данной аниме-антологией — на сто процентов верная. По-японски сборник из трёх анимированных новелл называется «Сказание лабиринта» (или «Сказания лабиринтов» — японцы не видят разницы между единственным и множественным числом). Английских названий два, и оба странные: Manie-Manie: Labyrinth Tales и Neo-Tokyo. Что такое Manie-Manie? Загадка. Почему «Нео-Токио», если в аниме нет никаких мегаполисов? Грубая отсылка к «Акире», чтобы лучше продавалось. При этом у каждой части фильма есть собственное название: «Лабиринт лабиринтов», «Бегущий человек», «Приказ о прекращении ремонтных работ». «Анимированные новеллы» — не оговорка, а констатация: три истории объединяет первоисточник — они сняты по рассказам фантаста Таку Маюмуры. Есть и другая общая черта, обозначившаяся лишь в ретроспективе, но не менее знаменательная: режиссёры сегментов Кацухиро Отомо, Ёсиаки Кавадзири и Ринтаро — классики аниме. Из них самым известным к 1986 году был Ринтаро, благодаря сериалу про капитана Харлока и фильму Galaxy Express 999. «Акира» Отомо появится два года спустя, Кавадзири позже выпустит «Манускрипт ниндзя». В остальном «три истории» показывают совершенно разные миры, как сюжетно, так и анимационно. Сегмент «Лабиринт лабиринтов» словно обрамляет две других части. Обстановка напоминает Стивена Кинга, но проявляется и мастерство Ринтаро: в гуще сюрреалистического карнавала Сати ощущает себя как дома, и зрители — вместе с ней. В пустынном цирке саблезубый клоун (отсылка на роман «Оно») демонстрирует девочке два ментальных кинофильма. Первый — про гонщика Зака Хью, бога смерти, который в последний раз соревнуется с призраками убитых им людей, — отличает типичная для Кавадзири жестокость: мышцы рвутся, сосуды лопаются, глаза вылезают из орбит. Второй — про японского чиновника Сугиоку, пленённого роботом-администратором на полностью автоматизированном заводе посреди тропических джунглей, — классическая научно-фантастическая история в духе Рэя Брэдбери. Мораль: у каждого — свой лабиринт. Выход, наверное, есть, но добраться до него непросто. Meikyuu Monogatari, духовный предшественник антологии «Воспоминания о будущем», не стал шедевром, но определённо одним из интересных и необычных аниме 1980-х годов. 
THEM Anime высоко оценил на четыре звезды из пяти. По мнению рецензента, Neo Tokyo — это когда три известных создателя аниме получают бюджет и полную свободу действий, чтобы дать волю своему воображению. «Лабиринт», безусловно, самый сюрреалистичный из трёх короткометражных фильмов. Сати отправляется в зазеркалье в стиле «Алисы в Стране чудес». Она с котом попадает в мир, который визуально напоминает работы Джеральда Скарфа. Там почти нет диалогов, за исключением начала, а скудный сюжет подаётся через действие. Несмотря на мрачные образы, Сати изображена не как испуганный ребёнок, а как любопытный наблюдатель, даже Цицерон наслаждается причудливой поездкой. Символично, что аниме повествует о силе фантазии, а также об аллегории страха перед неизвестным и радости открытий. «Бегущий человек» заканчивается неприятно. Это жестокая антиутопия о чемпионе, который становится единым целым со своей машиной, постепенно теряя человечность. Визуально здесь нет ничего оригинального, мир похож на ещё одно воплощение «Бегущего по лезвию» с грязными зданиями и тусклыми неоновыми рекламными щитами, предлагающими дешёвые потребительские товары. Дегуманизация ведёт к смерти Зака Хью и является одним из самых ужасающих способов, которые только можно представить. Из-за жестокости эта часть Neo Tokyo кажется неуместной по сравнению с остальными. Заключительный «Приказ остановить строительство», субъективно, лучший из триады. Своего рода лёгкая комедия, которая выступает притчей о технике, вышедшей из-под контроля. Данная тема характерна для Кацухиро Отомо, но в отличие от других его работ («Акира», «Стимбой» и Roujin Z) она не представлена слишком угрожающей. Дизайн Сугиоки комичный и сатирически изображает сараримана: аккуратный пробор, неправильный прикус и очки в толстой оправе. Получилась самая правдоподобная из трёх историй. Роботы на стройплощадке действуют в грязи и суровых природных условиях, в конечном итоге они разваливаются. Neo Tokyo не самая эффектная антология аниме по сравнению с «Карнавалом роботов», но она содержит достаточно интригующих идей и захватывающих образов, чтобы посмотреть её. Можно удалить одну звезду, если зрителей не устраивает насилие в «Бегущем человеке».